# Charles Parnell (Schauspieler)

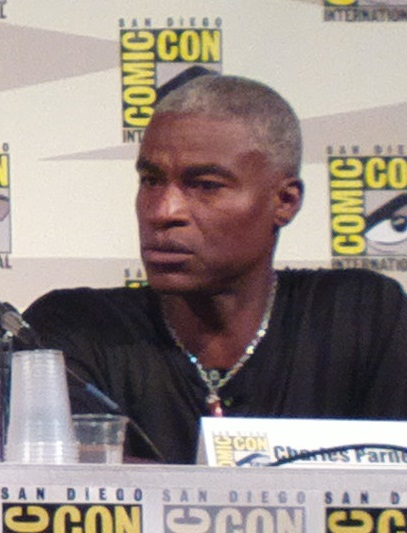
Charles Parnell (2014)

Charles Parnell (* 26. Oktober 1964 in Chicago, Illinois) ist ein US-amerikanischer Schauspieler.

## Leben
Charles Parnell wurde im Chicagoer Stadtteil Hyde Park geboren und wuchs dort auch auf. Er besuchte dort die Ancona Montessori Schule, die Shoesmith Schule, die Louis Wirth Middle School und die Kenwood Academy. Danach arbeitete er zunächst in einem Restaurant, wo ihn eine Kollegin ermutigte, Schauspieler zu werden. Parnell nahm daraufhin Schauspielunterricht und besuchte später den Piven Theatre Workshop in Evanston. Nach einem Jahr Unterricht folgten erste kleinere Theaterauftritte in Chicago.
1994 zog er nach New York City, wo er sporadisch weitere Rollen am Theater übernahm. Bald folgten kleinere Komparsenrollen in Fernsehserien. Ab 1999 folgten kleinere Rollen in Fernsehserien wie Sex and the City, Third Watch – Einsatz am Limit, Hack – Die Straßen von Philadelphia und Whoopi. Von 2005 bis 2008 verkörperte Parnell in 80 Episoden der Seifenoper All My Children den Polizisten Derek Frye. 2011 übernahm er im Drama Pariah die Rolle des Vaters einer lesbischen Teenagerin. Von 2014 bis 2018 stellte Parnell in der Endzeit-Fernsehserie The Last Ship den Command Master Chief Petty Officer Russell Jeter dar. Die gleiche Rolle verkörperte er im Spin-Off The Last Ship Prequel: Dr. Scott’s Video Journal. In Michael Bays Science-Fiction-Film Transformers 4: Ära des Untergangs spielte er 2014 den CIA-Direktor. An der Seite von Tom Cruise stellte Parnell 2022 in Joseph Kosinskis Actionfilm Top Gun: Maverick Konteradmiral Solomon „Warlock“ Bates dar. Im gleichen Jahr übernahm er erneut unter der Regie von Kosinski in der Netflix-Produktion Der Spinnenkopf eine kleine Rolle.
Parnell fungierte zudem als Sprecher für Videospiele wie The Warriors, Grand Theft Auto IV, Grand Theft Auto V, Call of Duty: Advanced Warfare und Marvel’s Avengers.
Charles Parnell lebt in Los Angeles.

## Filmografie (Auswahl)
- 1999, 2002: Sex and the City (Fernsehserie, 2 Episoden)
- 2000: 3D (Kurzfilm)
- 2001: Sonny′s Blues (Kurzfilm)
- 2002: Third Watch – Einsatz am Limit (Third Watch, Fernsehserie, 1 Episode)
- 2003: Hack – Die Straßen von Philadelphia (Hack, Fernsehserie, 1 Episode)
- 2004: Mind the Gap
- 2004: Whoopi (Fernsehserie, 1 Episode)
- 2004, 2008: Law & Order (Fernsehserie, 2 Episoden)
- 2004–2018: Venture Bros. (The Venture Bros., Fernsehserie, 14 Episoden, Sprechrolle)
- 2005: Without a Trace – Spurlos verschwunden (Without a Trace, Fernsehserie, 1 Episode)
- 2005–2008: All My Children (Fernsehserie, 80 Episoden)
- 2006: Yankee Irving – Kleiner Held ganz groß! (Everyone's Hero, Sprechrollen)
- 2007: Charlie Banks – Der Augenzeuge (The Education of Charlie Banks)
- 2008: Memories to Go – Vergeben... und vergessen! (Diminished Capacity)
- 2008: We Pedal Uphill
- 2008: L.A. Crash (Crash, Fernsehserie, 4 Episoden)
- 2008: Bones – Die Knochenjägerin (Bones, Fernsehserie, 1 Episode)
- 2008, 2009: CSI: Miami (Fernsehserie, 2 Episoden)
- 2009: 90210 (Fernsehserie, 1 Episode)
- 2009: Mississippi Damned
- 2009: Lie to Me (Fernsehserie, 1 Episode)
- 2009: Navy CIS (Fernsehserie, 1 Episode)
- 2010: The Forgotten – Die Wahrheit stirbt nie (The Forgotten, Fernsehserie, 2 Episoden)
- 2011: Pariah
- 2011: Fringe – Grenzfälle des FBI (Fringe, Fernsehserie, 1 Episode)
- 2011: Navy CIS: L.A. (Fernsehserie, 1 Episode)
- 2011: The Mentalist (Fernsehserie, 1 Episode)
- 2013: 42 – Die wahre Geschichte einer Sportlegende (42)
- 2013: Longmire (Fernsehserie, 1 Episode)
- 2014: Crossroads
- 2014: Transformers 4: Ära des Untergangs (Transformers: Age of Extinction)
- 2014: The Last Ship Prequel: Dr. Scott’s Video Journal (Miniserie, 6 episodes)
- 2014–2018: The Last Ship (Fernsehserie, 56 Episoden)
- 2014: Constantine (Fernsehserie, 1 Episode)
- 2016: Better Things (Fernsehserie, 1 Episode)
- 2017: Game (Kurzfilm)
- 2017: Swim (Kurzfilm)
- 2017: Brothers Blood (Kurzfilm)
- 2018: A Million Little Pieces
- 2019–2020: Briarpatch: Texas Kills! (Briarpatch, Fernsehserie, 7 Episoden)
- 2020: Good People (Fernsehfilm)
- 2022: Grand Crew (Fernsehserie, 1 Episode)
- 2022: Top Gun: Maverick
- 2022: Der Spinnenkopf (Spiderhead)
- 2022: Kindred: Verbunden (Fernsehserie, 3 Episoden)
- 2023: Barry (Fernsehserie, 5 Episoden)
- 2023: Mission: Impossible – Dead Reckoning Teil Eins (Mission: Impossible – Dead Reckoning Part One)
- 2023: Der Killer (The Killer)
- 2023: The Mandalorian (Fernsehserie, 2 Episoden)
- 2025: Mission: Impossible – The Final Reckoning

## Theatrografie (Auswahl)
- 1994: Six Scenes: A Barrack Brawl (Target Margin Theater, New York City)
- 2000: The Five Hysterical Girls Theorem (Target Margin Theater, New York City)
- 2000: Awakening (Performance Space 122, New York City)
- 2002: Jitney (Actors Theatre of Louisville, Louisville, Kentucky)
- 2004: Take Me Out (Seattle Repertory Theatre, Seattle, Washington)
- 2004: Intimate Apparel (Laura Pels Theatre, New York City; Understudy)
- 2005: Messalina (The Summer Play Festival, The Public Theater, New York City)
- 2007: The Overwhelming  (Laura Pels Theatre, New York City)
- 2007: The Overwhelming  (Roundabout Theatre Company, New York City)
- 2015: The Tempest (Delacorte Theater, New York City)